# Walter Behrman
Bror Walter Behrman, född 22 maj 1900 i Kung Karls församling, Västmanlands län, död 18 november 1973 i Norrköpings Borgs församling, Östergötlands län, var en svensk jurist.

## Biografi
Behrman föddes 1900 i Kung Karls församling, Västmanlands län. Han var son till provinsialläkaren Wilhelm Behrman och Maria Brakel. Han avlade studentexamen i Örebro 1918 och blev student vid Uppsala universitet, där han avlade juristexamen 1922. Behrman blev 1932 assessor vid Svea hovrätt och var hovrättsråd i Svea hovrätt 1938–1939. År 1940 blev han revisionssekreterare och från 1945 hovrättsråd i Svea hovrätt. Från 1947 till 1967 var han häradshövding i Bråbygdens och Finspånga läns domsaga. Behrman avled 1973.

### Familj
Behrman gifte sig 1926 med Gunhild Karlström (född 1898). Hon var dotter till trävaruhandlaren Emil Karlström och Susanna Schreij. De var föräldrar till Carl Behrman.